# Gamlebro

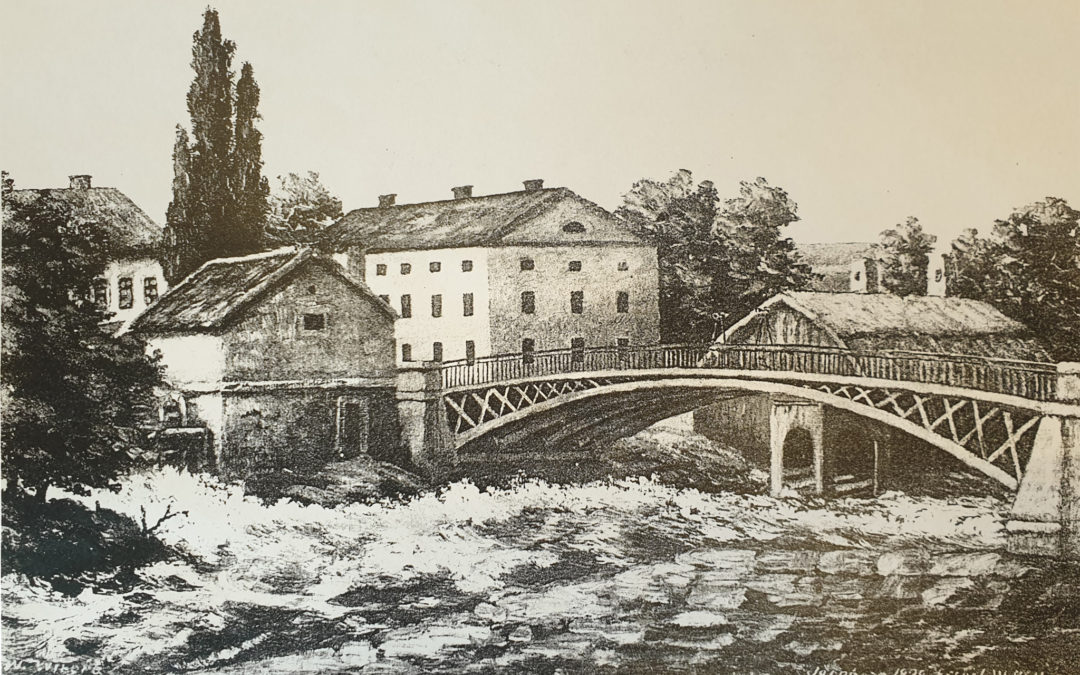
Gamlebro omkring 1836, då benämnd Järnbron, målning av Wilhelm Wiberg, baserad på teckning av Lars Wilhelm Kylberg

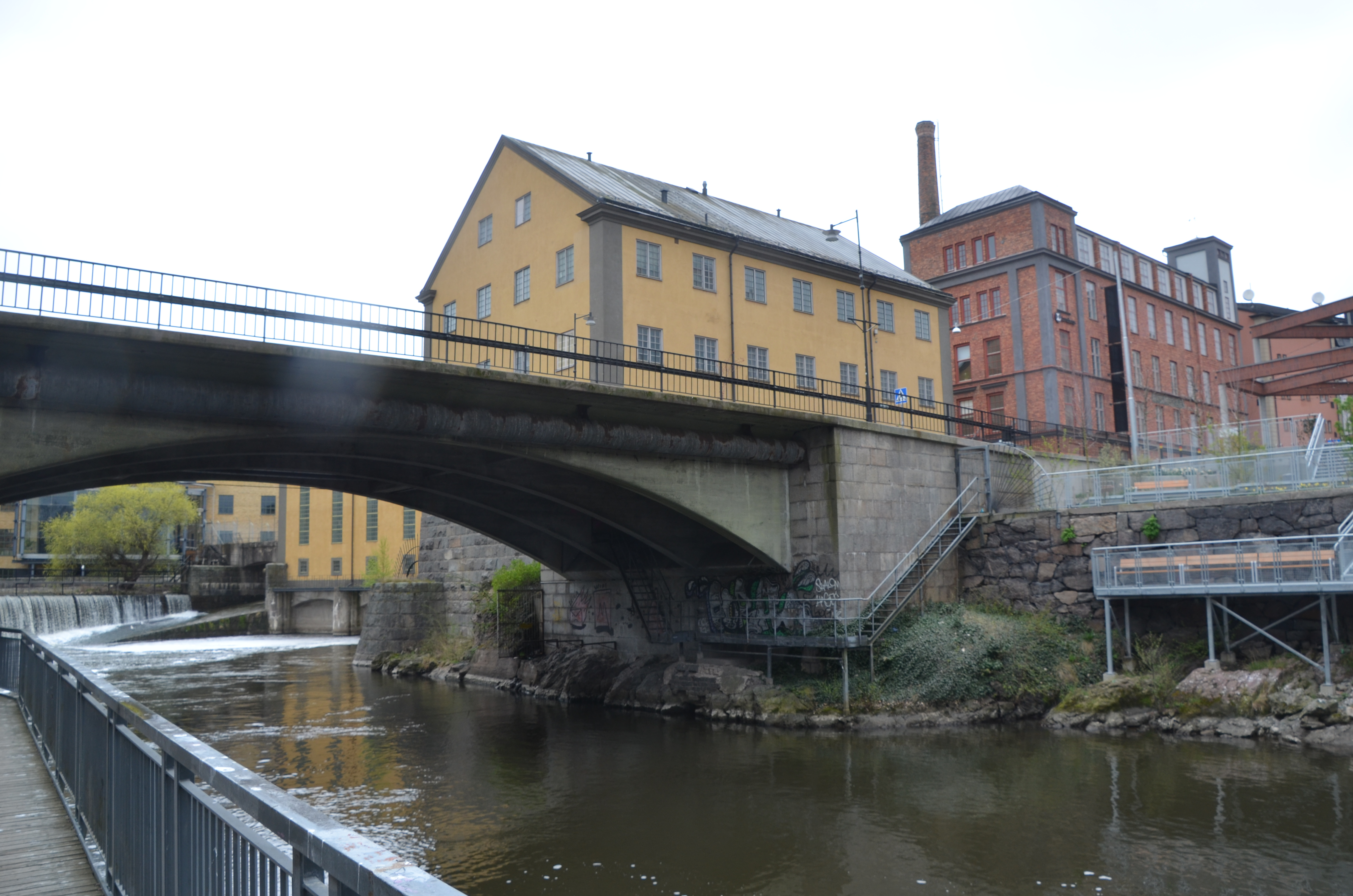
Gamlebro fotograferad uppströms

Gamlebro, under en period kallad Järnbron, är en bro över Motala ström i centrala Norrköping. Den är Norrköpings äldsta bro.
En rad viktiga vägar har passerat här och på 1330-talet omnämns för första gången en bro på platsen. I slutet av seklet utgick ett påbud från riksdrotsen Bo Jonsson (Grip) att sex härader gemensamt skulle underhålla bron. 
”Gambla broen” förstördes av ryssarna 1719 och var åter uppbyggd 1729. Den ”kastades af våldsamt vattenflöde under ett bedöfvande brak i spillror” vid vårfloden 1788. Efter en rad ombyggnader och reparationer var bron 1829 i så bristfälligt skick att den ersattes av Järnbron, byggd av gjutjärn och färdig 1832. Drygt 100 år senare – vid jultid 1938 – invigdes den nuvarande, bredare bron av cement. 
Bron kallades "Gambla broen" på 1719 års karta, senare Gamla- eller stadsbron (1769) och därefter Järnbron 1832–1938. I och med nybyggnaden på 1900-talet ansågs inte namnet Järnbron vara lämpligt längre och i stället valdes ett namn som ”häntyder på broförbindelsens ålder”. Gatan som leder till brons östra fäste heter fortfarande Järnbrogatan.